# Portlandia pygmaea
Portlandia pygmaea is een tweekleppigensoort uit de familie van de Yoldiidae. De wetenschappelijke naam van de soort is voor het eerst geldig gepubliceerd in 1835 door Muenster.